# 전주이씨 상원군 이세령가문 충신 열녀정려편액
전주이씨 상원군 이세령가문 충신 열녀정려편액은 대한민국 경기도 파주시 교하읍에 있는 편액이다. 2006년 10월 4일 파주시의 향토문화유산 제21호로 지정되었다.

## 개요
충열의 집으로 불리는 이곳의 충신 열녀정려편액은 1636년(인조 14) 병자호란때 강화도에서 분신한 충신 상원군 이세령(祥原君 李世寧)과 뒤를 이어 순절한상원군 모친 상주김씨, 부인 문의조씨, 상원군의 아우 진원군의 부인 청주한씨등 4인의 충신 열녀정려편액이다.
상원군 이세령(1595~1637)은 자는 자안(子安), 본관은 전주(全州)로 증조부는 성종의 아들 양원군 희(憘)이고 아버지는 영천군(靈川君) 이정(李挺)이다. 어려서부터 학문을 좋아하여 경전을 비롯한여러 서적을 탐독하였다. 광해조(光海朝)에 이이첨(李爾瞻) 등이 폐모론을 논의했을 때에는 유독 이에 반대하기도 했다. 인조14년(1636)에 병자호란이 나자 동생인 진원군(珍原君)에게 뒷일을 맡기고 인열왕후 혼전을 모시고 강화도로 들어갔으나 후에 강화도가 함락되기에 이르자 붙잡혀치욕을 당하는 것보다 죽는 것이 낫다고 갑옷을 벗어 종복에게 주고 문충공 김상용과 더불어 남문루에 올라가 불을 놓아 자분하였다. 상원군이 자분하자 그의 모친인 상주김씨와 부인 문의조씨, 제수인 청주한씨 등이 뒤를 이어 순절하였다.
정려편액은 모두 4개로 그 중 진원군의 부인 청주한씨 정려편액을 제외한 3개는 원래 교하읍 야당리 128번지에 있었으나 1998년 현재 위치에 충열의 집을 신축하며 이안·보존하게 되었다. 같은 해 평택에 있던 청주한씨의 정려편액도 이곳으로 이안하였다.